# Plectrocnemia prismatica
Plectrocnemia prismatica is een fossiele soort schietmot uit de familie Polycentropodidae.